# Batalla de Talavera (1809)
La batalla de Talavera tuvo lugar en las inmediaciones de Talavera de la Reina (Toledo, España) el 28 de julio de 1809 y enfrentó a los ejércitos aliados (Reino Unido y España) contra los ejércitos napoleónicos de Francia.

## Preparación
Una vez expulsado el ejército de Soult de Portugal, Wellesley (futuro duque de Wellington) acude a petición de la Junta de Defensa española para colaborar en la lucha contra las tropas napoleónicas, concretamente para ayudar a vencer al ejército del mariscal Victor, concentrado en la ciudad de Mérida.
La reunión de Wellesley con el General Cuesta para establecer un plan común de acción no sale todo lo bien que ambos hubieran deseado, ya que entre ellos surgen numerosas disputas y desacuerdos en la forma de llevar a cabo los movimientos.

### Movimientos previos
Mientras tanto, Victor traslada a sus hombres hacia Talavera, donde el rey José Bonaparte, al mando de la mayor parte del ejército de Madrid se dirige en su auxilio y a quienes se une también el general Sebastiani que observaba los movimientos del español Venegas por La Mancha.
Pese a todo, Wellesley y Cuesta logran alcanzar un mínimo acuerdo y el 20 de julio juntan sus ejércitos en Oropesa, a unos 40 km al oeste de Talavera de la Reina.

## La batalla

### Primeros ataques
El día 27 de julio, el ejército aliado ya estaba posicionado unos kilómetros al oeste del río Alberche. Las tropas francesas al mando de Victor, sin esperar la llegada de José Bonaparte y Sebastiani, atravesaron el río Alberche a mediodía de ese mismo día 27 de julio, pillando desprevenida a una brigada británica con quienes se encontraba el propio Wellesley, en posición avanzada de observación. Este estuvo a punto de ser hecho prisionero, salvándose en última instancia al poder subir a un caballo y huir a galope tras sus líneas.
Durante la tarde del 27, dragones franceses cabalgaban cerca de las posiciones españolas hostigándolas a fuego de carabina. Sin órdenes los españoles dispararon una salva atronadora.
En preparación del ataque inminente, el ejército aliado toma posiciones entre el Tajo y el Cerro de Medellín, situándose esa noche los españoles a la derecha junto a la ciudad de Talavera, formando tres líneas y convirtiéndose en la parte más fuerte de la línea defensiva, y los británicos a la izquierda, ocupando el cerro y situando en el centro de las líneas un refugio artillado.
Justo en frente del cerro de Medellín se encuentra el cerro del Cascajal, que pronto se convertirá en el centro de la posición francesa, y separando ambas alturas se extiende un amplio valle de más de un kilómetro de anchura con un pequeño riachuelo, llamado arroyo de la Portiña, discurriendo por él.
Envalentonado por este primer escarceo y sin importarle lo avanzado de la noche, a las 22:00 horas Victor lanza la división Ruffin al ataque contra las posiciones del Cerro de Medellín. El asalto por las empinadas pendientes se hace a bayoneta calada contra la defensa dirigida por Rowland Hill, dominando la posición y expulsando a los británicos de la altura. Rehechas las líneas, los británicos contraatacan de nuevo el cerro, reconquistándolo a los franceses.

### Comienza el combate
Por parte francesa, el rey José Bonaparte y el general Jourdan preferían esperar la llegada de los refuerzos solicitados a Soult, quien se encuentra en camino desde Salamanca, pero instados por el general Victor comenzaron el ataque. El asalto por sorpresa de los franceses se inició de madrugada sobre las posiciones británicas situadas en el Cerro de Medellín, quienes aguantaron los ataques tras haber reforzado su flanco izquierdo con la caballería española del duque de Alburquerque y la 5.ª división española de Bassecourt.
Visto el escaso éxito del ataque, José Bonaparte se reúne con Victor, Sebastiani y Jourdan para decidir si retirarse o continuar. Tras una larga deliberación y después de saber que Soult no llegaría a Plasencia hasta primeros de agosto y que además Venegas avanzaba hacia Toledo y Aranjuez con el ejército de La Mancha, se opta por seguir el criterio de Victor y continuar la batalla.
Mientras tanto, Wellesley aprovecha este descanso para reforzar sus posiciones y pedir al general Cuesta cuatro piezas de artillería de mayor calibre que las suyas para sustituir algunas pérdidas en la anterior refriega.
Hacia mediodía Jourdan ordenó bombardear el cerro con los cañones que se encontraban en la cercana colina del Cascajal, pero el pequeño calibre de éstos logró hacer poco daño en las filas británicas. Es entonces cuando se ordena el ataque simultáneo de la infantería francesa contra las posiciones defendidas por los británicos. Tras una agotadora lucha, sostenido fundamentalmente por el regimiento n.º 45 de Infantería al mando de William Guard, sobre las 17 horas el ejército francés es repelido de sus posiciones dejando tras sí numerosas bajas (7000 en el bando francés, más de 5000 en el británico y 1200 en el español).
Durante el resto de la tarde, y ante la tranquilidad de la situación, el ejército aliado se dedica a restablecer sus líneas y prepararse para pasar la noche y continuar batalla al día siguiente. Al amanecer del 29 de julio, los aliados observan sorprendidos que el ejército francés se ha retirado dejando a los aliados solos en el campo de batalla.

## Resultado

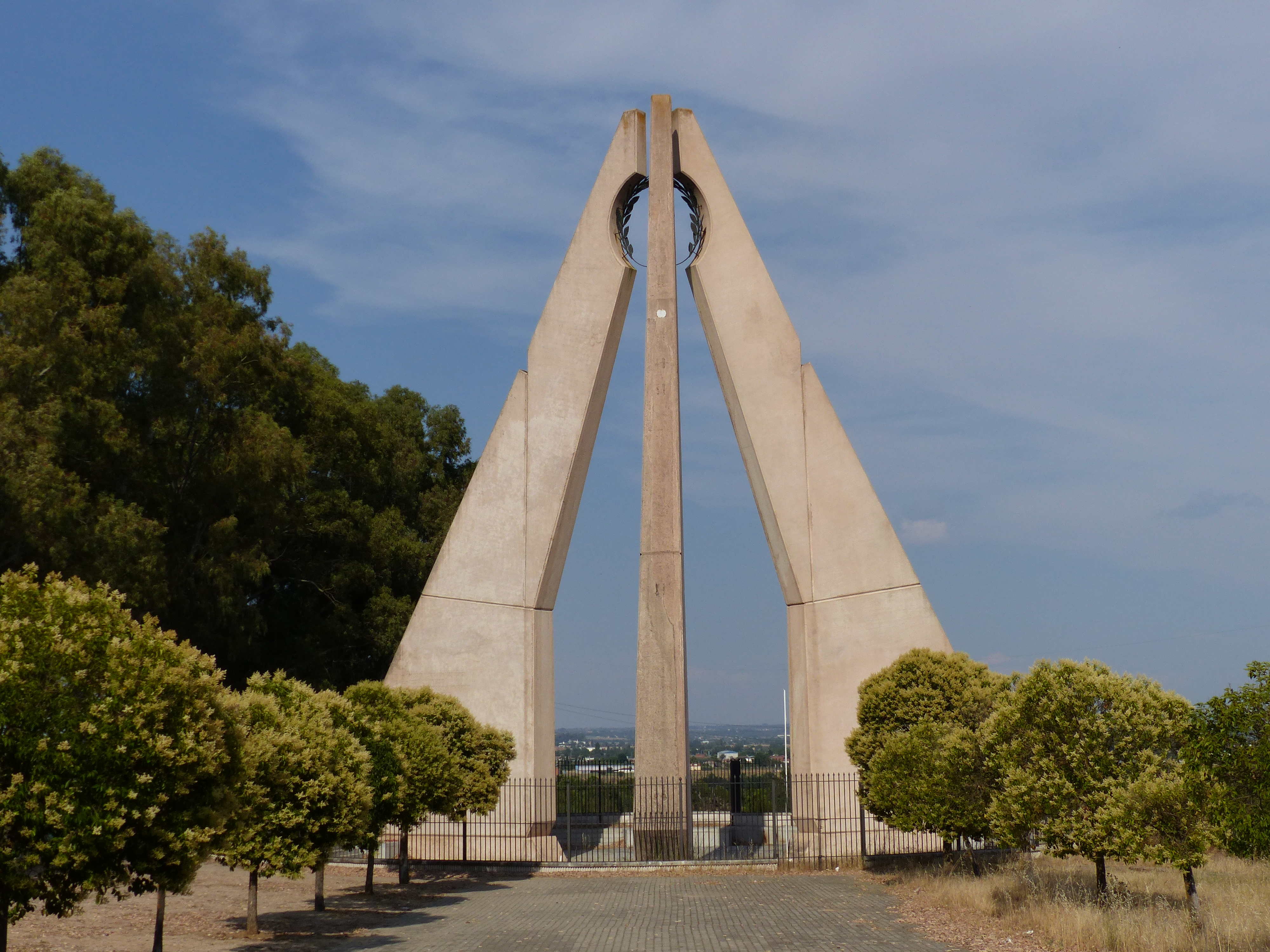
Monumento a la Batalla de Talavera

A pesar de la victoria y desoyendo la opinión de Cuesta de atacar a los franceses replegados ahora en Cazalegas, Wellesley, en vista de la inminente llegada de Soult con su ejército y temeroso de verse cortado de su base de operaciones en Portugal, decide una rápida retirada por Extremadura hacia la frontera, encargando a las tropas españolas la protección de su retaguardia y dejando abandonada la ciudad el 4 de agosto.
El 8 de agosto, el ejército de Soult se encontraría con el español, que cubría la retaguardia de Wellesley, en la batalla del Puente del Arzobispo. 
Por los méritos de la batalla, Wellesley recibiría los títulos de Vizconde de Wellington y Vizconde de Talavera de la Reina. Por su parte, la Junta Central de Defensa concedió a Cuesta la gran cruz de la Orden de Carlos III.